# Hendrik IV van Polen
Hendrik IV van Polen ook bekend als Hendrik IV van Silezië bijgenaamd de Rechtvaardige (circa 1258 - Breslau, 23 juni 1290) was van 1266 tot 1290 hertog van Breslau en van 1288 tot 1290 groothertog van Polen. Hij behoorde tot de Silezische tak van het huis Piasten.

## Levensloop
Hij was de enige zoon van hertog Hendrik III van Silezië en Judith van Mazovië, dochter van hertog Koenraad I van Mazovië. Hendrik IV werd opgevoed in Praag, waar zijn grootmoeder Anna van Bohemen gevestigd was. Daar stond hij onder de sterke invloed van koning Ottokar II van Bohemen.
Na de dood van zijn vader in 1266 volgde Hendrik IV hem op als hertog van Silezië-Breslau. Als hertog bezat hij het gebied in het oostelijke deel van Neder-Silezië, waarbij de stad Breslau inbegrepen was. Omdat hij nog minderjarig was, werd zijn oom Wladislaus regent voor hem. In 1270 overleed Wladislaus echter, waarna Ottokar II van Bohemen het regentschap van Breslau overnam. Hendrik IV bleef tot in 1273 in Praag wonen, waarna hij zelfstandig kon beginnen regeren.
In 1271 nam Hendrik IV deel aan de veldtocht van Ottokar II tegen Hongarije en in 1272 verkoos hij Breslau tot de hoofdstad van zijn gebied, waarna hij de stad veel privileges schonk. Vanaf 1274 droeg hij ook de naam "heer van Breslau". Toen hij uiteindelijk volwassen was verklaard, maakte Hendrik IV in 1276 deel uit van de hulptroepen die Ottokar II van Bohemen inzette in zijn strijd tegen Rudolf I van Habsburg om de macht van het Heilig Roomse Rijk. 
Ottokar II leidde echter een nederlaag en diens tegenstanders maakten van zijn zwakheid gebruik om op 18 februari 1277 Hendrik IV en zijn oom, hertog Bolesław II van Liegnitz, gevangen te nemen in Jeltsch. Ze werden verplicht om de gebieden rond de steden Neumarkt en Striegau, waarna Hendrik IV en zijn oom op 22 juli 1277 werden vrijgelaten. 
Nadat koning Ottokar II van Bohemen in 1278 overleed, hoopte Hendrik IV om regent voor diens minderjarige zoon Wenceslaus II te worden, wat uiteindelijk niet gebeurde. In 1280 legde hij als eerste hertog in Silezië een eed van trouw af tegenover Rooms-Duits koning Rudolf I van Habsburg, waarmee hij officieel diens leenheer werd. Vermoedelijk als dank hiervoor kreeg Hendrik IV daarop het graafschap Glatz in handen. Ook had Hendrik IV een jarenlang conflict met bisschop Thomas II van Breslau, onder meer over de tiendebelasting van meerdere Duitstalige dorpjes.
Na de dood van groothertog Leszek II van Polen in 1288, slaagde Hendrik IV erin om door de invloed van de Duitstalige burgerij in Krakau tot groothertog van Polen verkozen te worden. Als groothertog beëindigde hij al snel de strijd om de Lebusstreek met het markgraafschap Brandenburg en de successieoorlog om de macht van het groothertogdom Polen tussen Hendrik IV,Wladislaus de Korte en Przemysł II van Groot-Polen. In 1289 slaagde Hendrik IV erin om het hertogdom Klein-Polen definitief in handen te krijgen, waarmee hij zijn macht over het groothertogdom Polen verankerd had. Dit betekende het laatste hoogtepunt van de Silezische tak van het huis Piasten van hun macht in Polen.
Kort voor zijn dood gaf Hendrik IV de Silezische kerk enkele privileges, waarmee de machtspositie van de kerk enorm toenam. Dit zou in de 14e eeuw tot heel wat conflicten tussen de kerk en de hertogen van Silezië leiden. 
In 1290 overleed Hendrik IV onverwacht, waardoor sommige historici beweren dat hij mogelijk vergiftigd werd. Hier zijn echter geen bewijzen voor. Hij werd begraven in de Kruiskerk van Breslau. Omdat hij kinderloos gebleven was, schonk hij in zijn testament het hertogdom Breslau aan hertog Hendrik III van Glogau. Ondanks het protest van de burgers van Breslau, werd echter beslist om het hertogdom aan hertog Hendrik van Liegnitz te geven. Het groothertogdom Polen ging dan weer naar Przemysł II van Groot-Polen.

## Huwelijken
Rond het jaar 1280 huwde Hendrik IV met Constance (1256/1265 - 1287/1288), een dochter van hertog Wladislaus I van Opole. In 1287 werd dit huwelijk geannuleerd, vermoedelijk omdat Constance geen kinderen kon krijgen of omdat Hendrik IV een maîtresse had.
In 1288 hertrouwde Hendrik IV met Mechtilde van Brandenburg, dochter van markgraaf Otto V van Brandenburg. Ook dit huwelijk bleef kinderloos.

## Voorouders
| Voorouders van Hendrik IV van Polen | Voorouders van Hendrik IV van Polen                                  | Voorouders van Hendrik IV van Polen                                     | Voorouders van Hendrik IV van Polen                                   | Voorouders van Hendrik IV van Polen                                    |                                                                        |
| ----------------------------------- | -------------------------------------------------------------------- | ----------------------------------------------------------------------- | --------------------------------------------------------------------- | ---------------------------------------------------------------------- | ---------------------------------------------------------------------- |
| Overgrootouders                     | Hendrik I van Polen (1165-1238) ∞ Hedwig van Andechs (1174-1243)     | Ottokar I van Bohemen (1155-1230) ∞ Constance van Hongarije (1180-1240) | Casimir II van Polen (1138-1194) ∞ Helena van Znojmo (1141-1202/1206) | Svjatoslav van Vladimir-Volynski (1176-1211) ∞ Yaroslava Rurikovna (-) | Svjatoslav van Vladimir-Volynski (1176-1211) ∞ Yaroslava Rurikovna (-) |
| Grootouders                         | Hendrik II van Polen (1196-1241) ∞ Anna van Bohemen (1201-1265)      | Hendrik II van Polen (1196-1241) ∞ Anna van Bohemen (1201-1265)         | Koenraad I van Mazovië (1187-1247) ∞ Agatha van Vladimir (1190-1247)  | Koenraad I van Mazovië (1187-1247) ∞ Agatha van Vladimir (1190-1247)   |                                                                        |
| Ouders                              | Hendrik III van Silezië (1227-1266) ∞ Judith van Mazovië (1222-1263) | Hendrik III van Silezië (1227-1266) ∞ Judith van Mazovië (1222-1263)    | Hendrik III van Silezië (1227-1266) ∞ Judith van Mazovië (1222-1263)  | Hendrik III van Silezië (1227-1266) ∞ Judith van Mazovië (1222-1263)   |                                                                        |
| Hendrik IV van Polen (1258-1290)    |                                                                      |                                                                         |                                                                       |                                                                        |                                                                        |

Siemowit · Lestko · Siemomysł · Mieszko I · Bolesław I · Mieszko II Lambert · Bezprym · Mieszko II Lambert · Casimir I · Bolesław II · Wladislaus I Herman · Zbigniew · Bolesław III · Wladislaus II · Bolesław IV · Mieszko III · Casimir II · Leszek I · Wladislaus III · Mieszko IV · Koenraad · Hendrik I · Hendrik II · Koenraad · Bolesław V · Leszek II · Hendrik IV · Przemysł II · Wenceslaus II · Wenceslaus III · Wladislaus I · Casimir III · Lodewijk · Hedwig · Wladislaus II Jagiello · Wladislaus III · Casimir IV · Jan I Albrecht · Alexander · Sigismund I · Sigismund II August I · Hendrik · Anna · Stefanus Báthory · Sigismund III · Wladislaus IV · Jan II Casimir · Michaël Korybut Wiśniowiecki · Jan III Sobieski · August II · Stanislaus I Leszczyński · August II · Stanislaus I Leszczyński · August III · Stanislaus II August Poniatowski